# Jean-Philip Chabot
Pour l’article homonyme, voir Jean-Philippe Chabot.
Pour les articles homonymes, voir Chabot.
Jean-Philip Chabot (né le 31 mars 1988 à Saint-Patrice-de-Beaurivage, dans la province de Québec au Canada) est un joueur professionnel canadien de hockey sur glace.

## Carrière de joueur
Après une saison complète dans la Ligue de hockey junior majeur du Québec avec les Wildcats de Moncton, il est échangé à l’été 2006 aux Olympiques de Gatineau.
Il commence sa carrière professionnelle en 2009, avec les Checkers de Charlotte de l'East Coast Hockey League.
Il commence la saison 2010-2011 dans l'ECHL avec les Condors de Bakersfield, mais après dix matchs, il revient au Canada et le 24 novembre, il signe un contrat avec le Cool FM 103,5 de Saint-Georges de la Ligue nord-américaine de hockey.
Le 2 août 2011, il signe un contrat avec les Sundogs de l'Arizona de la Ligue centrale de hockey, puis le 25 octobre 2012 avec les Cutthroats de Denver.

## Statistiques
| Saison    | Équipe                         | Ligue          |    | Saison régulière | Saison régulière | Saison régulière | Saison régulière | Saison régulière |    | Séries éliminatoires | Séries éliminatoires | Séries éliminatoires | Séries éliminatoires | Séries éliminatoires |
| Saison    | Équipe                         | Ligue          | PJ | B                | A                | Pts              | Pun              | PJ               | B  | A                    | Pts                  | Pun                  |                      |                      |
| 2004-2005 | Wildcats de Moncton            | LHJMQ          | 2  | 0                | 0                | 0                | 0                | -                | -  | -                    | -                    | -                    |                      |                      |
| 2005-2006 | Wildcats de Moncton            | LHJMQ          | 60 | 13               | 14               | 27               | 48               | 20               | 4  | 4                    | 8                    | 21                   |                      |                      |
| 2006      | Wildcats de Moncton            | Coupe Memorial | -  | -                | -                | -                | -                | 3                | 0  | 0                    | 0                    | 0                    |                      |                      |
| 2006-2007 | Olympiques de Gatineau         | LHJMQ          | 70 | 24               | 26               | 50               | 59               | 5                | 1  | 1                    | 2                    | 6                    |                      |                      |
| 2007-2008 | Olympiques de Gatineau         | LHJMQ          | 70 | 38               | 19               | 57               | 53               | 19               | 14 | 8                    | 22                   | 27                   |                      |                      |
| 2008      | Olympiques de Gatineau         | Coupe Memorial | -  | -                | -                | -                | -                | 3                | 0  | 1                    | 1                    | 2                    |                      |                      |
| 2008-2009 | Olympiques de Gatineau         | LHJMQ          | 67 | 33               | 43               | 76               | 70               | 10               | 7  | 6                    | 13                   | 20                   |                      |                      |
| 2009-2010 | Checkers de Charlotte          | ECHL           | 58 | 8                | 17               | 25               | 52               | -                | -  | -                    | -                    | -                    |                      |                      |
| 2010-2011 | Condors de Bakersfield         | ECHL           | 10 | 1                | 1                | 2                | 7                | -                | -  | -                    | -                    | -                    |                      |                      |
| 2010-2011 | Cool FM 103,5 de Saint-Georges | LNAH           | 27 | 3                | 8                | 11               | 36               | 9                | 0  | 1                    | 1                    | 15                   |                      |                      |
| 2011-2012 | Sundogs de l'Arizona           | LCH            | 63 | 22               | 22               | 44               | 162              | -                | -  | -                    | -                    | -                    |                      |                      |
| 2012-2013 | Cutthroats de Denver           | LCH            | 62 | 10               | 12               | 22               | 145              | 5                | 0  | 0                    | 0                    | 4                    |                      |                      |
| 2013-2014 | Cutthroats de Denver           | LCH            | 65 | 20               | 12               | 32               | 151              | 16               | 5  | 2                    | 7                    | 26                   |                      |                      |
| 2014-2015 | Rush de Rapid City             | ECHL           | 32 | 8                | 1                | 9                | 75               | -                | -  | -                    | -                    | -                    |                      |                      |
| 2014-2015 | Thunder de Stockton            | ECHL           | 29 | 2                | 3                | 5                | 72               | -                | -  | -                    | -                    | -                    |                      |                      |
| 2015-2016 | Anglet hormadi élite           | Division 1     | 5  | 1                | 4                | 5                | 8                | -                | -  | -                    | -                    | -                    |                      |                      |
| 2015-2016 | 3L de Rivière-du-Loup          | LNAH           | 29 | 7                | 10               | 17               | 100              | 18               | 5  | 6                    | 11                   | 42                   |                      |                      |
| 2016-2017 | 3L de Rivière-du-Loup          | LNAH           | 38 | 10               | 7                | 17               | 109              | 9                | 1  | 2                    | 3                    | 20                   |                      |                      |
| 2017-2018 | 3L de Rivière-du-Loup          | LNAH           | 33 | 11               | 6                | 17               | 121              | 4                | 0  | 1                    | 1                    | 8                    |                      |                      |
| 2018-2019 | 3L de Rivière-du-Loup          | LNAH           | 36 | 8                | 14               | 22               | 133              | 7                | 2  | 0                    | 2                    | 13                   |                      |                      |
| 2019-2020 | 3L de Rivière-du-Loup          | LNAH           | 35 | 12               | 11               | 23               | 114              | -                | -  | -                    | -                    | -                    |                      |                      |
| 2021-2022 | 3L de Rivière-du-Loup          | LNAH           | 25 | 7                | 7                | 14               | 65               | -                | -  | -                    | -                    | -                    |                      |                      |

## Trophées et honneurs personnels

### Ligue de hockey junior majeur du Québec
- 2005-2006 : remporte la Coupe du président et participe à la Coupe Memorial avec les Wildcats de Moncton
- 2007-2008 : remporte la Coupe du Président et participe à la Coupe Memorial avec les Olympiques de Gatineau
- 2008-2009 : remporte le trophée Guy-Carbonneau remis au meilleur attaquant défensif